# 高第 (永樂進士)
高第（1375年—？），字仲賢，福建建寧府甌寧縣北隅人，明朝政治人物。進士出身。

## 生平
福建鄉試十三名。永樂十年（1412年）壬辰科會試六十一名，殿試登進士第三甲第三名。

## 家族
曾祖高得。祖父高安。父亲高祐。